# 名誉の殺人
名誉の殺人（めいよのさつじん）とは、婚姻拒否、強姦を含む婚前・婚外交渉、「誤った」男性との結婚・駆け落ちなど自由恋愛をした女性、さらには、これを手伝った女性らを「家族の名誉を汚す」ものと見なし、親族がその名誉を守るために私刑として殺害する風習のことである。射殺、刺殺、石打ち、焼殺、窒息が多く、現代では人権や倫理的な客観から人道的問題としても議論される。一部の文化圏では父や夫以外の男性と同空間滞在（非隔離）した女性や同性愛者が対象となったとされる。殺害被害者は多くは女性であり、男性の場合は同性愛者の場合が多いが、異性愛の男性が殺される事件も稀にある。「名誉殺人」ともいう。
後述の通り、イスラム教が盛んな地域で主に行われているため、その宗教や文化と関連付けられて語られることが多い。しかし、ヒューマン・ライツ・ウォッチの責任者の一人であるウィドニー・ブラウンは、この犯罪について「文化や宗教を超えて行われる」と警鐘を鳴らしている。

## 概要

### 被害者数
国際連合人権高等弁務官事務所の2010年の調査によると、名誉殺人によって殺害される被害者は世界中で年間5000人にのぼるとされる。
アムネスティ・インターナショナルは、名誉殺人が行われている国および地域として、バングラデシュ、トルコ、ヨルダン、パキスタン、ウガンダ、モロッコ、アフガニスタン、イエメン、レバノン、エジプト、ヨルダン川西岸、ガザ地区、イスラエル、インド、エクアドル、ブラジル、イタリア、スウェーデン、イギリスを挙げている。名誉殺人は、主に中東のイスラーム文化圏を中心に行われているため、イスラーム教と関連した風習と見なされることが多い。しかし、イスラーム教徒以外の間でも行われており、実際はイスラーム教とは無関係であり、もっぱら地域の因習によるものであるとされる。
名誉殺人は、特にパキスタンで多く発生しているとされる。これは、パキスタンは中央政府の統制力が弱く、地方においてはその土地の部族の力が伝統的に強いため、部族の慣習法が国の法律に先立つ状態となっているためである。実際にパキスタンの憲法では、連邦直轄部族地域について、パキスタン連邦議会および州議会の立法権限が及ばない地域であると明記しており、現地の部族勢力にかなりの裁量が許される状態にある。また、クルド人などの中東圏出身者がヨーロッパなどに移民することによって、名誉殺人の風習も持ち込まれ、スウェーデンなどで度々行われ、社会問題になっている。パキスタンでは、2011年に900人の女性が名誉殺人の対象になったとの調査もある。ヨルダンなどでは年間15～20人の犠牲者が出ており、「名誉殺人」は殺人罪で裁かれるものの、婚前交渉などで「家の名誉を汚した」と認定された場合、情状酌量が認められて減刑になる場合がある。トルコでは、2000年から2005年の間に、1806人の女性が殺害され、さらに、5375人が家族からの圧力により自殺している。イラクにおいて、サッダーム・フセインの独裁時代に比べて、女性の地位が著しく悪化し、名誉殺人も増加している。イランでは、毎年375～450件ほどの名誉の殺人が発生しているとされ、殺人事件の5分の1を占める。
2012年にはパキスタンで結婚式に招待された女性らのうち、映像に映った女性3人が異性と隔離されずに結婚式に参加した罪で殺害された。映像に映っていたのは女性らが結婚式に参加して楽しんでる様子であり、男性参加者らと一緒にいる様子そのものは映っていなかった。映像に登場していた女性の親族の一人が、メディアや司法が取り上げるよりも前から、これは殺人事件であると世に訴えて法の裁きを求める異例の展開をたどったが、2019年3月、パキスタン北西部のアボッターバードで射殺されてしまった。2019年5月には女性3人を殺害した罪で、殺害された女性1人の兄弟と2人の女性らの父親2人に終身刑が言い渡された。被害者のほとんどは女性であるが、稀に男性が対象とされることもある。

### 方法
殺害方法は家族会議で決定される。例として、絞殺や火あぶりなどが挙げられる。直接に殺害するのではなく、自殺するように家族が強制する場合もある。また、被害者は娘に限定されず、母親なども対象となる場合がある。
2010年代において名誉殺人が統計上最も多いパキスタンでは、地域の有力者が集まった長老会議「ジルガ」が、名誉殺人を多発させているという。政府の力が及ばない地域においてはこの組織が裁判所や警察の役割を果たしており、名誉殺人に当たるか否かの裁定を下し、対象者の罪状も公表する。その場で殺害が決定されることもある。著名な例として、女性の自立を訴えつつ開放的言動を続けていたSNSモデルのカンディール・バローチは、ジルガの裁定が下ったことにより、2016年7月15日、実兄の手で絞殺され、国際的に大きく報じられたが、ジルガはこれを「見せしめ」であると明言している。母親は実行者である息子の無罪を訴え、地域住民は有罪にしようとする裁判所を「白人のルールに屈する奴隷」であるとして激しく反発した。
名誉殺人においては、たとえどのような理由があろうとも婚前・婚外交渉は許されないことだと考えられており、自分の娘を殺してもその地域においては家族の名誉を守った英雄として扱われるという。また、婚前交渉など無くとも、自由恋愛などの「不道徳な関係」や、他人の駆け落ちを手伝ったという理由、単に「男性を見た」という理由だけで発生する殺人もある。
もちろん、名誉殺人が行われている地域の国々でも、近代法治国家においては犯罪であり、犯罪的殺人であると規定されている場合がほとんどである。しかし、法体系が整備されていない国や、上記のパキスタンのように国家の力が地方にまで及ばない国においては、いまだに数多く行われている。
家庭内で行われる殺人であり、また、この風習が根強い地域では、殺人行為自体が「名誉」であるとされるため、実行犯は家族ぐるみ、地域ぐるみで庇われることになる。そのため、たとえ国家によって法が整備されていても、警察に届けられることはほとんどない。よって、その国の治安機関の能力が未熟な場合、発覚すること自体が稀になってしまい、現在報告されている事例も氷山の一角とされる。
殺害方法を決定する家族会議には母親・姉妹も積極的に加わることも珍しくない。イギリスのケンブリッジ大学研究チームの調査によると、ヨルダンの10代の男女850人以上を対象に調査したところ、全体では33.4%が「支持」もしくは「強く支持」すると答えた。支持する考えを示したのは男子で46.1%、女子でも22.1%に達した。
しかし一方で、母親や姉妹が反対したにもかかわらず、父や兄の手によって殺されることもある。2008年には、イラクのバスラで、占領軍兵士と仲良くなったイラク人女性が父と兄の手で絞め殺された。父親はインタビューに対し、イスラームの男として、父親として、自分と家族の信仰と名誉を守っただけであり、警察も地域の友人も自分を賞賛してくれたと述べ、さらに娘のような恥さらしは生まれてすぐ殺してしまうべきだったと述べ、改めてこのようなふしだらな娘は殺されて当然と主張した。また、父親が娘の殺害に反対しても、その父親を監禁して父親以外の家族が娘を殺害するケースや、家族が殺害を拒否しても、周囲の嫌がらせや圧力などによって殺害に及ぶケースもあるなど、必ずしも家族内のみで決定されるわけではない。地域によっては、有力者が会議を開き、そこで殺害が決定されることもある(cf. )。

### 保護
「名誉殺人｣の対象を積極的に救出している団体として、スイスに本部を置くシュルジールがある。

## イスラームにおける「名誉殺人」
一般には、イスラーム教の教義において名誉殺人は認められていない。
イスラム教とは全く無関係である。
- 古典イスラーム法（シャリーア）では婚外交渉はズィナーの罪として禁止されているが、それは男女を問わない。また、婚外交渉に対する刑は既婚者、未婚者によって違う。
  - 既婚者の場合：石打ちによる死刑。
  - 未婚者の場合：鞭打ちの上、追放。
- 刑の執行はカリフの権限、とされており、家族に殺害する権利はない。家族による殺人は、禁止されている私刑とみなされる。

「名誉殺人」の風習はイスラーム教普及以前の文化に起因するものとする意見が強いが、イスラーム教の教義と関連付けられて考えられていることが多く、建前上では男女平等の罰を与えるとはいえ、婚外交渉に対して極めて抑圧的なイスラーム法が既存の家父長制と結びつき、この慣習を温存させる原因となったという批判もある。しかし、サウジアラビアに代表される保守的、厳格派のシャリーア解釈は婚外交渉や同性愛、場合によっては強姦の被害者も死刑の対象にする。
また、イランなどでは婚前の男女が会っていたことだけでも女性が父親に殺害される極端な例も見られる。
なお、同じイスラム教が多数を占めるインドネシア、バングラデシュ、セネガルなどでは、名誉の殺人は見られない。この事実は、この犯罪が、イスラムとは異なる文化に起因することを示唆している。
2008年前後の報告では、イランにおける名誉殺人が発生する頻度は、クルド、アラブ、ロル、バローチーなどの民族的マイノリティの方がマジョリティのファールスィーより高い。地域的にはコルデスターン州とイーラーム州で蔓延している。コルデスターンでは女性の「焼身自殺｣の報告頻度が高い。「名誉｣を建て前にした近親者による殺害を隠すために「焼身自殺｣として処理されることが多いことを考え合わせると、名誉殺人の実質的な発生件数は発覚している件数より多いはずである。
たとえ発覚しても加害者側は被害者側との示談が成立するケースが多く、賠償金の支払いも加害者側と被害者側が共に一族同士なのでうやむやになるケースが目立つ。

## ヒンドゥー教における「名誉殺人」
ヒンドゥー教では、伝統的な階級制度カーストが根強く残っているが、特に経済成長が著しいインドでは、近年異なる宗教、カーストの男女が恋愛関係になることが増えており、そのカップルを親族らが殺害する「名誉の殺人」が相次いでいる。社会学者プレム・チョードリーによれば、インドの名誉殺人の犠牲者数は年間数百～千人で、近年は増加傾向にあるという。インド政府は、これまで罰則のなかった名誉殺人の「教唆」に罰則を設ける刑法改正案を準備中である。名誉殺人そのものにも厳罰を下せるよう法改正を検討している。
また、同じカースト階級の出であっても、親類集団が同じだった場合、今度は（生物学的に兄弟ではなくとも）近親相姦とみなされて、「名誉の殺人」の犠牲になる例もある。
インドでは、宗教やカースト、社会的地位の違いに苦しむ恋人を、名誉殺人を含む様々な攻撃から守るため、「全インド恋人党」という政党が2008年に結成された。しかし、伝統的な価値観では「正しいこと」であるため、名誉殺人が起こっても、政治家や警察も見て見ぬ振りをする事が多い。
なお、カーストはヒンドゥーの教えを元にする区分であるが、インドにおいては、ヒンドゥー以外の宗教の信徒も、カーストを持つことがある。そのため、ヒンドゥー以外の信者の中でも、カーストにまつわる名誉殺人が起こることがある。

## 批判
この風習は国連やアムネスティ・インターナショナル、ヒューマン・ライツ・ウォッチなどから批判されている。
国連によるイラク国内の人権状況についての報告では、近年のイラクでは特にクルド系イラク人の間で名誉殺人が広く行われるようになっているとされた。クルド系のサイトには、クルド人少女の殺害映像が掲載されており、大きな問題となっている。この映像では、警察官も含む大勢の人々が集まっているが、誰一人として彼女を助けようとする者はいなかった。この少女が殺された理由は、彼女がムスリムの男性と駆け落ちするためにヤズディ教からイスラム教に改宗したというものであった。

## 日本における名誉の殺人
江戸時代の日本では、不義密通した妻と間男を夫が殺害することが妻敵討（めがたきうち）として許されていたが、娘の交際を理由に娘を殺害する父親の例もあった。
元和6年（1620年）、出羽国藤琴村（現・秋田県山本郡藤里町）の孫四郎の妻となっていた源左衛門の娘が、吉蔵という男と駆け落ちして芹沢村の父のもとへ駆け込んだが、2人とも源左衛門に斬り殺されてしまったという（『梅津政景日記』）。元文5年（1740年）下総国結城郡上山川村の百姓八左衛門が、自身の娘とその密通相手・四五右衛門を殺害した。娘は既に元右衛門の息子と婚約しており、八左衛門は元右衛門へ面目を立てるため2人を殺害したとみられ、老中の判断で無罪となった。この先例は『公事方御定書』に取り入れられ、縁談が決まった娘が他の男と不義を犯した場合、それが間違いなければ親は娘と相手の男を斬り殺しても罪とならないことが明文化された。

## 関連文献
- Souad (née en 1957) (20 mars 2003) (フランス語). Brûlée vive. Paris: Oh ! Éditions. ISBN 2-9150-5609-9. OCLC 1012680669 ISBN 978-2-7441-6460-6.
※著者自身は、名誉殺人（義理の兄によって火あぶりにされた）から生き延び、20回以上の手術した。本作はその経験を著したノンフィクション。名誉殺人という風習の存在を広め、フランスなどではベストセラーとなった。
  - 日本語訳：スアド 著、松本百合子 訳『生きながら火に焼かれて』ソニー・マガジンズ、2004年4月1日。ISBN 4-7897-2261-9。OCLC 123071789。ISBN 978-4-7897-2261-2。
  - 日本語訳：スアド 著、松本百合子 訳『生きながら火に焼かれて』ソニー・マガジンズ〈ヴィレッジブックス N-ス4-1〉、2006年5月。ISBN 4-7897-2875-7。OCLC 173651166。ISBN 978-4-7897-2875-1。
- 氏家, 幹人『江戸時代の罪と罰』株式会社草思社、2015年11月25日。ISBN 978-4-7942-2168-1。